# Guttipelopia rosenbergi
Guttipelopia rosenbergi är en tvåvingeart som beskrevs av Bilyj 1984. Guttipelopia rosenbergi ingår i släktet Guttipelopia och familjen fjädermyggor. Inga underarter finns listade i Catalogue of Life.